# Hägeles- und Brunnenklinge

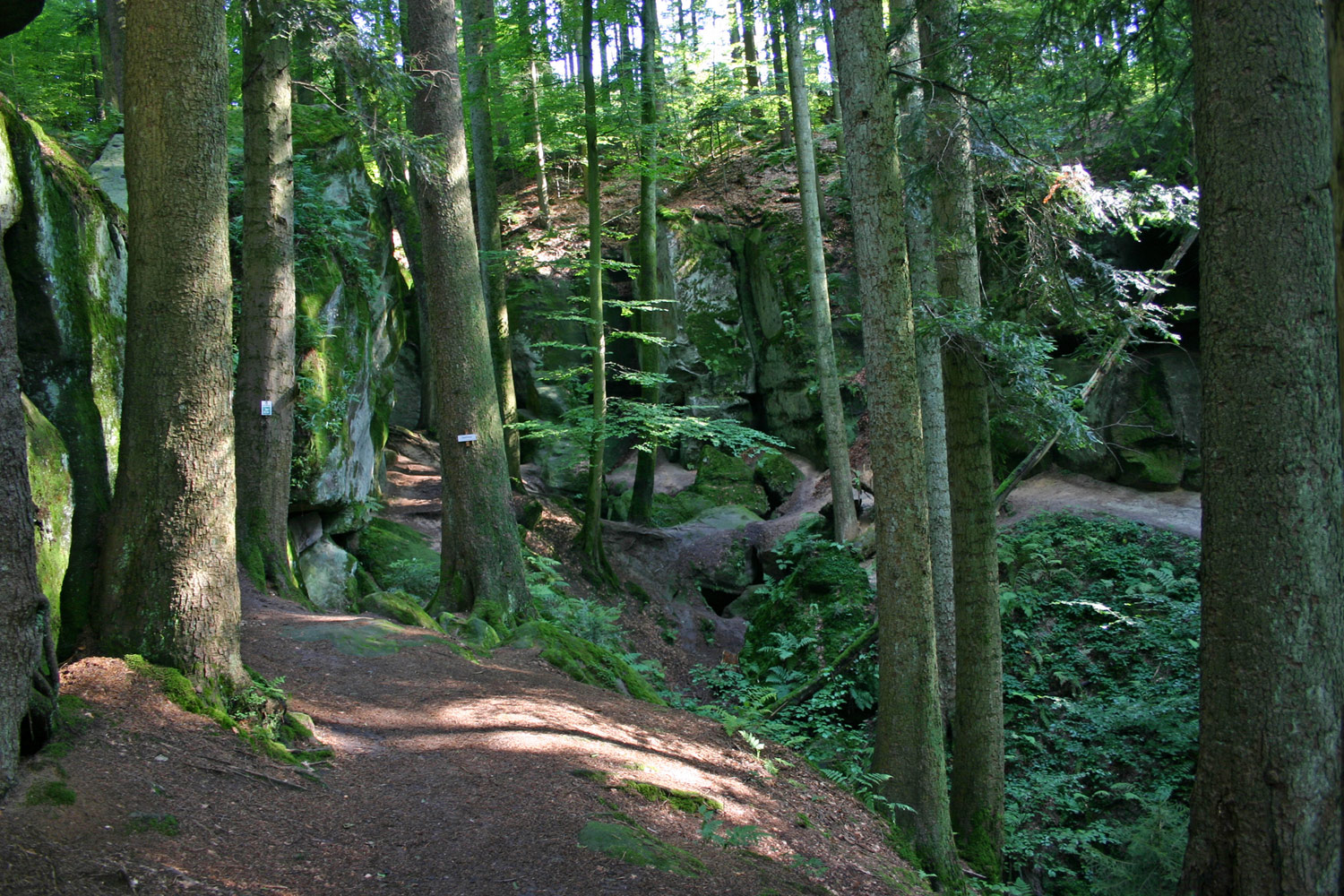
Wanderpfad in der Hägelesklinge

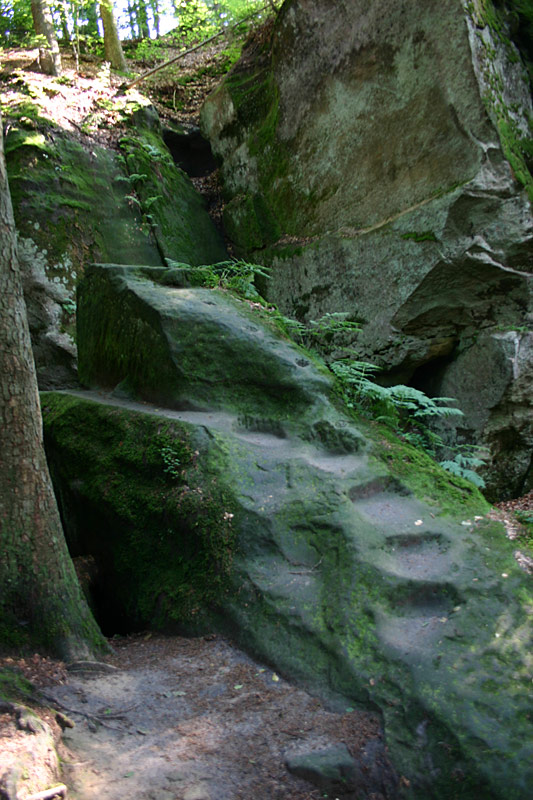
Felsstufen am hinteren Ende der Klinge

Das Gebiet Hägeles- und Brunnenklinge ist ein mit Verordnung des Regierungspräsidiums Nordwürttemberg vom 13. November 1969 ausgewiesenes Naturschutzgebiet (NSG-Nummer 1.025) im Gebiet der Gemeinde Kaisersbach im baden-württembergischen Rems-Murr-Kreis.

## Lage
Das 5,4 Hektar große Naturschutzgebiet liegt rund drei Kilometer südöstlich von Kaisersbach in der Nähe des Weilers Ebersberg. Es liegt im Naturraum 107 – Schurwald und Welzheimer Wald innerhalb der naturräumlichen Haupteinheit 10 – Schwäbisches Keuper-Lias-Land. Die Doppelklinge zählt zu den imposantesten Naturschönheiten des Welzheimer Waldes. Sie wurde vor 150 Jahren zugänglich gemacht. Im dunklen Tannenwald verborgen, ist sie ein bergwärts weiter verzweigter linker (östlicher) Seiteneinschnitt zum „Täle“ bei Kaisersbach, durch welches die Finstere Rot fließt, die rund einen Kilometer unterhalb der zulaufenden Hägelesklinge und damit schon rund drei Kilometer unterhalb ihrer Quelle die Ebersberger Mühle antreibt.

## Geschichte
Die Hägelesklinge hat ihren Namen nach dem am 21. März 1806 als Sohn des Söldners Christian Hägele und seiner Ehefrau Rosine geb. Schaaf in Ebersberg geborenen Johannes Hägele aus Ebersberg. Der junge Hägele erlernte zunächst den wenig einträglichen Beruf des Webers und ging dann zum Militär. Nach Ablauf seiner eigenen Dienstzeit verdiente er sein Geld als Einsteher, indem er die Dienstzeit für andere, meist wohlhabende Herrensöhne übernahm. Das damit verdiente Geld wurde ihm zum Verhängnis: Der sonst gutmütige Hägele wurde zum großen Ärger seiner Vorgesetzten im höchsten Grad leichtsinnig. Das lange Kasernenleben machte ihn verwegen und er musste auf die Schranne. Als ihm erneut eine Strafe bevorstand, flüchtete er und versteckte sich in den heimatlichen Felsklüften, die er schon seit seiner Kindheit kannte. Nahrungssorgen drückten ihn dabei nicht sonderlich, er kannte sich in den Häusern seines Weilers bestens aus und holte sich Küchengeschirr, Brot, Mehl, Butter, Speck, Rauchfleisch und Eier, so viel er brauchte, um einige Tage oder Wochen im Wald leben zu können. Im Schutze des Waldes wusste sich der Deserteur sicher, wenn die Landjäger ihn fassen wollten. Wenn es im Sommer genügend Arbeit gab, verdingte er sich bei den Ebersberger Bauern.
Als er sich selbst nicht mehr durchbringen konnte, fand er Unterschlupf in dem Bohnschen, später Eisenmannschen Hause im oberen Ebersberg, wo er seine letzten Jahre verbrachte. Hägele starb kinderlos am 13. März 1859 im Alter von 52 Jahren.

## Geographie, Schutzzweck
Der Quellarm, der weiter im Osten verläuft, hat die Hägelesklinge geschaffen, eine einprägsame Felsenschlucht. An ihrem oberen Ende liegt eine spaltartig enge Grotte, die vielleicht früher einmal nur ein Teil einer wesentlich größeren tiefen Höhlung gewesen ist, deren bachabwärtiger Gewölbeteil danach eingestürzt ist.
Wenige Gehminuten davon entfernt verläuft fast parallel der zweite, westlichere Ast der Doppelklinge: die Brunnenklinge. An deren eindrucksvollem Talschluss steht eine ausgedehnte, domartige Sandsteingrotte, in der ein zweistöckiges Haus Platz fände. Das die Felsen herabrieselnde Wasser sammelt sich an ihrem Grund zu einem kleinen Tümpel.
Die Hägeles- und Brunnenklinge liegen in den Stubensandsteinschichten des Mittelkeupers. Die Felsformationen werden von der 35 bis 40 Meter mächtigen Schicht des Oberen Stubensandsteins gebildet. Verwitterung und Abtragung durch Wasser und Frost haben vielfältige Formen erzeugt, wie beispielsweise Gesimse und Auskolkungen, kanzelartige Vorsprünge und Grotten. Das Schutzgebiet dient der Erhaltung dieser Felsklingen und Felsformationen mit Schluchtwald des Buchen-Tannengebiets mit einem besonderen Reichtum an prächtigen Weißtannen. Außerdem besteht eine sehr artenreiche, üppige Moos- und Farnvegetation. Herabgestürzte Felsblöcke steigern noch den Eindruck der Wildheit der Szenerie. Durch die große Zahl von Besuchern der Brunnen- und Hägelesklinge. wurde das Gebiet bei der Waldbiotopkartierung im Jahre 1997 als „durch die Freizeiterholung gefährdet“ eingestuft.